# Gigantochloa thoi
Gigantochloa thoi är en gräsart som beskrevs av Khoon Meng Wong. Gigantochloa thoi ingår i släktet Gigantochloa och familjen gräs. Inga underarter finns listade i Catalogue of Life.